# 1942–1943-as magyar labdarúgókupa
Az 1942–1943-as magyar kupa a sorozat 20. kiírása volt, melyen a Ferencvárosi FC csapata 8. alkalommal diadalmaskodott.

## Döntő
| 1943. június 27. 17:30 |

| Ferencvárosi FC          | 3–0               | Salgótarjáni BTC |
| ------------------------ | ----------------- | ---------------- |
| Sárosi 11' 50' Onódi 82' | (1–0) Jegyzőkönyv |                  |

| MOVE-pálya, Budapest Nézőszám: 18 000 Játékvezető: Kiss Ernő (magyar) |

## Külső hivatkozások
- 1942–1943-as magyar labdarúgókupa. magyarfutball.hu
- 1942–1943-as magyar labdarúgókupa a Nemzeti Labdarúgó Archívum honlapján. nela.hu. [2018. április 21-i dátummal az eredetiből archiválva]. (Hozzáférés: 2018. április 21.)